# تل دينيت
تل دينيت أو دانث هو تل أثري يقع في محافظة إدلب في سوريا ويقع على مسافة خمسة كيلو مترات على الجنوب الشرقي للمحافظة .

## بداية الكشف عن الموقع
في سبتمبر 1970 بعد هطول أمطار غزيرة تسببت في إحداث خدود غير عميقة في المنطقة المنخفضة ظهر كنز من النقود الفضية من نوع النقود اليونانية الأثينية من نوع (تيزار دراخما)يعود للحضارة اليونانية التي كانت قائمة في سوريا .

## التنقيب
على أثر الكشف السابق قامت مديرية آثار حلب بعمل أسبار أثرية في الموقع وكانت نتيجة تلك الأسبار أن أكدت أهمية التل الأثرية وعلى ضوء هذه النتائج قررت المديرية العامة للآثار والمتاحف في سوريا بتكليف الدكتور شوقي شعث بإدارة البعثة الوطنية السورية في التل المذكور وقد استمرت أعمال هذه البعثة من عام1971 حتى عام 1996 تم اكتشاف آثار تعود للعصر اليوناني والروماني .